# Untervaldo

Antico stemma dell'Untervaldo, XVII-XVIII secolo.

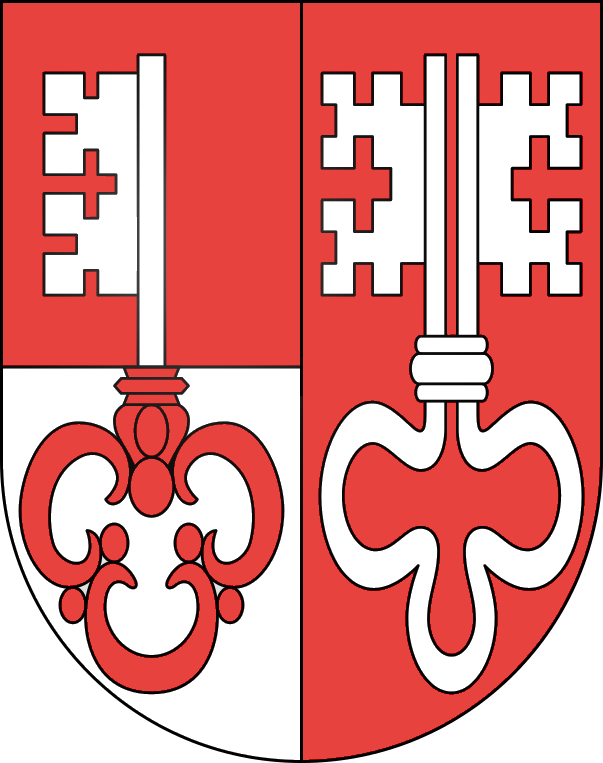
Stemma comune dell'Untervaldo, dopo la decisione della Dieta del 12 agosto 1816.

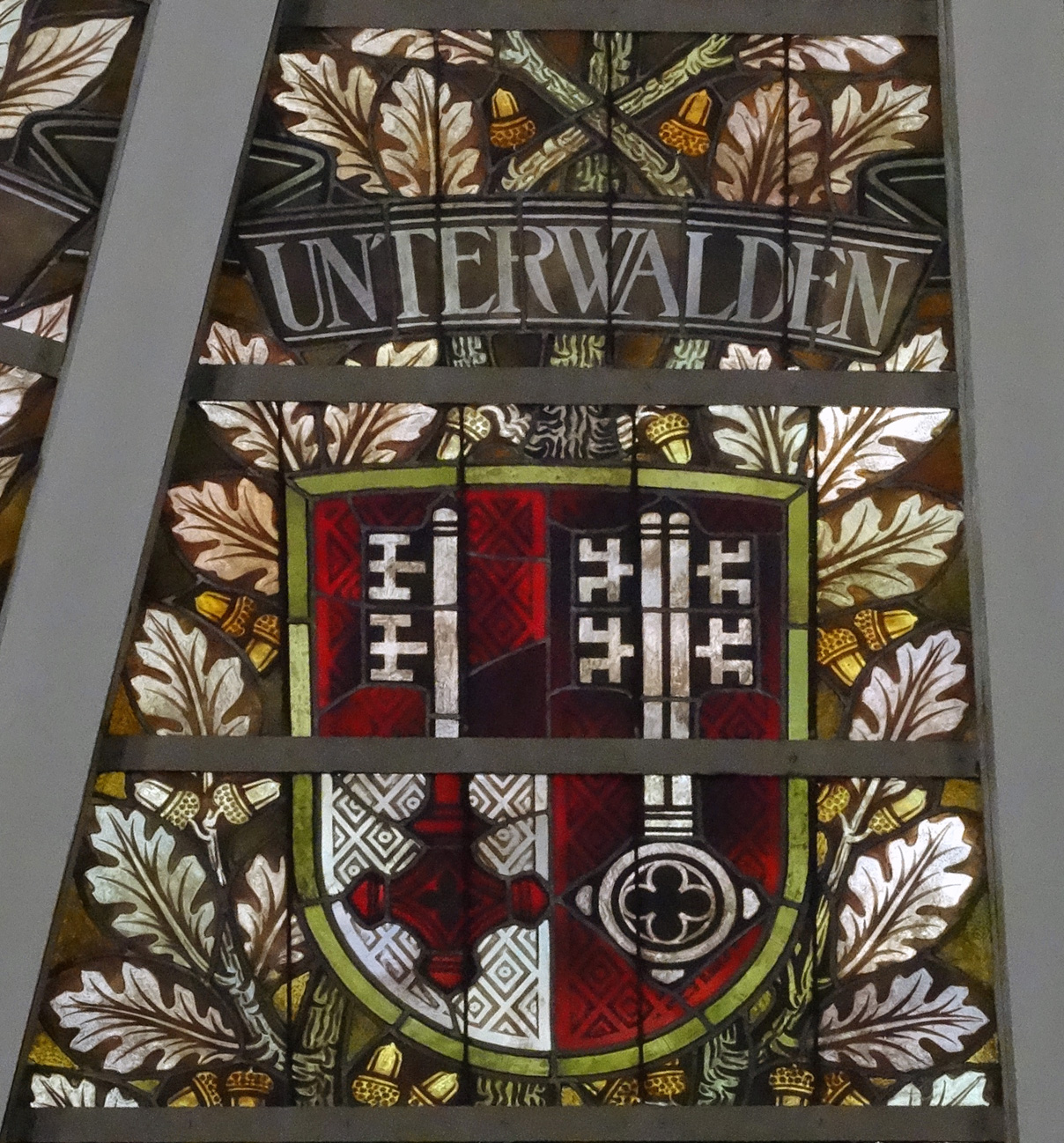
Stemma sulla vetrata del Palazzo federale.

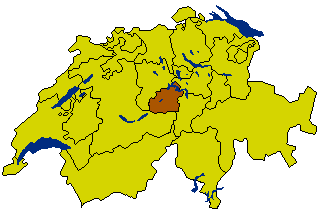
Territorio dell'Untervaldo.

L'Untervaldo (de.: Unterwalden; fr.: Unterwald; rm.: Silvania) è una regione della Svizzera suddivisa nei cantoni Obvaldo (de.: Obwalden; fr.: Obwald; rm.: Sursilvania) e Nidvaldo (de.: Nidwalden; fr.: Nidwald; rm.: Sutsilvania).
Situato al centro della Svizzera, a sud del Lago dei Quattro Cantoni, il 1º agosto 1291 il territorio di Untervaldo sottoscrisse, insieme ai cantoni Uri e Svitto, il Patto eterno confederale, sancendo di fatto la nascita del Paese.

## Storia
Contrariamente ai due Basilea e ai due Appenzello, Obvaldo e Nidvaldo sembrano sempre aver costituito due entità distinte.
Gli antichi documenti in lingua tedesca utilizzano frequentemente la denominazione "Unterwalden ob dem Wald" ("Untervaldo Soprasselva"; Obvaldo) e "Unterwalden nit dem Wald" ("Untervaldo Sottoselva"; Nidvaldo), che fino al 1999 furono anche le denominazioni ufficiali per i semicantoni. La selva (Wald) evocata da questi toponimi è il Kernwald.
Il nome "Untervaldo" è attestato per la prima volta nel 1304 come traduzione in tedesco dell'espressione latina inter silvas utilizzata, insieme a in intramontanis, per indicare i beni conventuali situati nelle valli al di sopra (ob) e al di sotto (nit) della selva del Kernwald.
Sin dal 1291, nelle alleanze confederali Untervaldo disponeva di un solo voto, mentre i diritti erano ripartiti in ragione di due terzi per Obvaldo e un terzo per Nidvaldo.
Dal 1803, l'Atto di Mediazione sancì la divisione dell'Untervaldo in due semicantoni, uno "sopra la selva" (ob dem Wald) e uno "sotto la selva" (nid dem Wald), con pari diritti.
Nella Costituzione svizzera del 1848 l'Untervaldo era riportato come un cantone diviso in due semicantoni: «Unterwalden (sopra e sotto Selva)». La Costituzione federale del 1999 ufficializzò la divisione dell'Untervaldo in due cantoni (Obvaldo e Nidvaldo) che tuttavia godono ciascuno di un solo seggio al Consiglio degli Stati e di mezzo voto cantonale nelle votazioni popolari.